# Venezolanischer Bolívar
Der venezolanische Bolívar ist seit dem Jahr 1879 die Landeswährung des südamerikanischen Staates Venezuela. Sie wurde benannt nach Simón Bolívar. Nach einer Umbewertung des Bolívar zum 1. Januar 2008 wurde er zur Unterscheidung von der alten Währung Bolívar fuerte (Starker Bolivar; Abkürzung: Bs.F oder Bfs.) genannt. Am 20. August 2018 wurde ein weiterer Währungsschnitt im Verhältnis 1:100.000 durchgeführt. Hierzu wurde zur Unterscheidung die Bezeichnung Bolívar soberano (Abkürzung: Bs.S) verwendet. Die offiziell genutzte Währungsbezeichnung ist jedoch weiterhin kurz Bolívar; die Langbezeichnungen „Bolívar fuerte“ und „Bolívar soberano“ sind weder auf Münzen noch Geldscheinen zu finden.
Im August 2021 wurde die Einführung des Bolívar digital (Abkürzung: Bs.D) zum 1. Oktober 2021 angekündigt. Gegenüber dem Bolívar soberano wurden 6 Nullen gestrichen. Insgesamt wurden zwischen 2007 und 2021 vierzehn Nullen gestrichen. Das entspricht einer Division durch ein hundert Billionen (1014).

## Geschichte und Hintergründe

### Bolívar (1879–2007)
Im Jahre 1879 wurde der Bolívar offiziell in Venezuela eingeführt. Er ersetzte den davor gültigen Venezolano im Verhältnis 1 Venezolano = 5 Bolívares. Gemäß den Prinzipien der Lateinischen Münzunion, denen der Bolívar damals folgte, entsprach er 4,5 Gramm Feinsilber. 1887 wurde der Gold-Bolívar als gesetzliche Währung eingeführt. 1910 wurde er alleiniges Zahlungsmittel.
Im Jahre 1930 nahm man vom Goldstandard Abstand. In der Folgezeit galt der Bolívar als die stabilste und international anerkannteste Währung der Region. Dies endete am 18. Februar 1983 mit dem später so genannten Schwarzen Freitag Venezuelas. Seitdem befindet sich der Bolívar in einem Prozess der ständigen Abwertung. Nach einem Streik der Ölarbeiter im Jahre 2003 führte die Regierung von Hugo Chávez Kapitalkontrollen ein. Der Bolívar konnte nicht mehr frei in andere Währungen, wie den US-Dollar, getauscht werden, woraufhin sich ein unregulierter Handel zwischen dem US-Dollar und dem Bolívar entwickelte.
Die Veröffentlichung des Schwarzmarktpreises des Bolívars zum Dollar wurde 2007 unter Strafe gestellt.

### Bolívar fuerte (2008–2018)
Am 1. Januar 2008 bekam der Bolívar einen neuen Namen: Bolívar Fuerte. Gegenüber dem alten Nominalwert wurden drei Nullen gestrichen. Das Umtauschverhältnis betrug also 1000 Bs zu 1 BsF. Während der Umtauschphase von einem Jahr waren beide Währungen parallel gültiges Zahlungsmittel in Venezuela. Der bestehende, seit 2005 gültige feste Wechselkurs zum US-Dollar wurde beibehalten und betrug 2,15 BsF zu 1 USD. Ziel der Regierung war es, die Inflation einzudämmen und das Vertrauen in die Währung wiederherzustellen.
Mit Wirkung vom 11. Januar 2010 musste die venezolanische Regierung eine weitere Abwertung vornehmen. Aufgrund der beständig hohen Inflationsrate von jährlich 25 bis 30 Prozent hatte sich der Schwarzmarktkurs zu weit vom offiziellen Tauschkurs entfernt. Es wurde eine zweigeteilte Wechselkursrate eingeführt: Der günstigere Kurs von 2,60 BsF zu 1 USD, was einer Abwertung um 17 Prozent entspricht, gilt seitdem für „priorisierte Importe“, wie zum Beispiel Lebensmittel, für staatliche Behörden und sogenannte Remesas, Überweisungen von im Ausland lebenden Familienangehörigen an ihre Angehörigen in Venezuela. Der allgemein gültige Wechselkurs wurde jedoch um 50 Prozent auf 4,30 Bolívares je Dollar abgewertet.
Im unregulierten Markt, also dem Schwarzmarkt, betrug der Wechselkurs zu diesem Zeitpunkt um die 6,25 BsF pro Dollar. Viele Volkswirte hielten die Abwertung für überfällig, da der Bolívar extrem stark überbewertet gewesen sei. Die Inflation in Venezuela war rund 25-mal so hoch wie in den USA. Immer mehr Kapital floss in andere Währungen ab.
Der venezolanischen Regierung erlaubte die Abwertung eine Verringerung des Haushaltsdefizits. Die Bevölkerung reagierte mit Hamsterkäufen. Ökonomen kritisieren jedoch, dass das zweigeteilte Wechselkurssystem in Lateinamerika schon in den 1980er Jahren nicht funktioniert habe. Es eröffne neue Wege der Korruption. Man könne sehr einfach über die verschiedenen Wechselkurse dem System Geld entziehen. Die venezolanische Opposition erinnerte an den Schwarzen Freitag Venezuelas von 1983. Damals wurde ebenfalls ein mehrstufiges Wechselkurssystem eingeführt, welches Chávez als „korrupt“ bezeichnete. Damals seien 60 Milliarden Dollar Kapital abgeflossen.
Am 9. Juni 2010 wurde ein weiterer Parallelmarkt, das sogenannte System für Transaktionen mit Titeln in ausländischer Währung (Sistema de Transacciones con Títulos en Moneda Extranjera – SITME) eingeführt.
Firmen, die auf Grund Devisenmangels nicht zum offiziellen Wechselkurs einkaufen können, können sich auf diesem Markt mit bis zu 50.000 US-Dollar täglich bedienen.
Zum 1. Januar 2011 erfolgte eine erneute Abwertung des Bolívar. Der vergünstigte Wechselkurs für wichtige Güter wie Lebensmittel oder Medikamente wurde gestrichen und dem allgemeinen Wechselkurs von 4,30 Bolívares je Dollar angepasst, was eine Abwertung um 65 Prozent für diese Importgüter bedeutete.
Der SITME-Kurs blieb bestehen. In Venezuela besteht für diese Güter eine hohe Importabhängigkeit, sodass ein starker Einfluss auf die Verbraucherpreise und damit auf die Inflation erwartet wird.
Im Februar 2013 musste der Bolívar angesichts der anhaltend hohen Inflation erneut kräftig abgewertet werden. Der neue offizielle Wechselkurs betrug nun 6,30 Bolívares pro Dollar.
Damit sollten vor allem Schulden im Inland abgebaut werden, nachdem sich das Wahljahr 2012 durch eine exzessive Ausgabenpolitik der Regierung des im März 2013 verstorbenen Präsidenten Chávez auszeichnete. Gleichzeitig wurde das Wechselkurssystem für Unternehmen SITME abgeschafft. Der Schwarzmarktkurs für den Bolívar zum US-Dollar betrug zu dieser Zeit rund 20:1.
Statt des SITME führte man das SICAD-Verfahren (Sistema Complementario de Administración de Divisas) zur Devisenbewirtschaftung ein, das als Zweitpreisauktion ausgelegt ist. Bei der ersten Ende März 2013 stattgefundenen Auktion war aus Bieterkreisen zu erfahren, dass zwischen 12 und 15 Bolívares pro Dollar geboten wurden, also gut das Doppelte des offiziellen Nominalpreises. Weder der genaue Ablauf der Versteigerungen, noch die zugeteilten Umtauschkurse wurden offiziell veröffentlicht.
Da der Tausch von venezolanischen Bolívares in konvertible Währungen stark reglementiert ist, entwickelte sich hierfür ein Schwarzmarkt.
Zu Beginn des Jahres 2016 lag der Umtauschkurs von Bolívar zu Dollar über CENCOEX bei 6,3, über SICAD 2 bei 1:13,5, und über SIMADI bei 1:200. Der Schwarzmarktkurs betrug 1000 Bolívar für 1 US-Dollar.
Der aktuelle Schwarzmarktkurs wird im Internet unter anderem von DolarToday veröffentlicht. Die Inflation wurde im April 2016 für das laufende Jahr aufgrund der anhaltenden Wirtschaftskrise auf rund 320 % geschätzt, wobei der IWF nur einen Monat später bereits von 720 % ausging.
Während die Einziehung der – zuletzt größten – 100-Bolívar-Note schon lief, wurde ab 15. Dezember 2016 eine neue Note zu 500 Bolívar ausgegeben, die am Schwarzmarkt einen Gegenwert von 0,14 US$ darstellte. In den folgenden Tagen sollten Scheine zu 1000, 2000, 5000, 10.000 und 20.000 (Schwarzmarktwert 5,6 US$) Bolívar folgen. Nachdem in verschiedenen Städten von den Banken keine neuen Geldscheine ausgegeben werden konnten, kam es am 16. Dezember (Ortszeit) zu Protesten und Plünderungen mit drei Toten.
Der 100-Bolívar-Schein sollte schon im Dezember 2016 seine Gültigkeit verlieren, nach Protesten der Bevölkerung Mitte Dezember wurde die Gültigkeit bis 2. Januar 2017 verlängert. Noch am 30. Dezember 2016 wurde die Verlängerung dieser Frist auf den 20. Januar 2017 bekannt. Danach wurde sukzessive, jeweils kurz vor Ablauf der Fristverlängerung, die Gültigkeit jener Banknote immer auf den 20. des folgenden oder des übernächsten Monats verlängert. Sie ist bis dato weiterhin gültig (Stand März 2018).
Am 31. Mai 2017 wurde der Bolívar nach dem Sistema Complementario de Divisas (Dicom) um 64 % auf einen Kurs von 2010 VEF für einen US-Dollar abgewertet. Der Schwarzmarktkurs betrug zu diesem Zeitpunkt bereits 6100:1.
Im Februar 2018 führte die Regierung Nicolás Maduros die angebliche "Kryptowährung" Petro als paralleles Zahlungsmittel zum Bolívar Fuerte ein. Es gab keine bekannten Transaktionen und die Vermutung stand im Raum, dieses generell unglaubwürdige Manöver hätte eine Abwehrmaßnahme der Regierung gegen die Ausbreitung anderer Kryptowährungen im Land sein können.

### Bolívar soberano (seit 20. August 2018 bis 30. September 2021)
Bargeld war im Sommer 2018 fast völlig aus dem Alltag verschwunden; ohne Kreditkarte war nahezu kein Handel mehr möglich. Geschäfte oder auch Einkäufe wurden durch Abmachungen von Überweisungen ausgeführt; die Venezolaner vertrauten ihren Kunden beziehungsweise Dienstleistern – ein Vertrauen, das sie in die Währung nicht mehr hatten. Taxifahrer verlangten, dass vor Fahrtantritt der vereinbarte Fahrpreis überwiesen wurde. Der Preis einer Rolle Toilettenpapier entsprach zeitweise einem Banknotenstapel von mindestens vierfachem Volumen der Toilettenpapierrolle.
Im Juni 2018 sollte nach Ankündigung des Präsidenten Maduro ein weiterer Währungsschnitt durchgeführt werden – die Einführung wurde später auf den 4. August 2018 verschoben. Der neu einzuführende Bolívar Soberano („souveräner Bolívar“, abgekürzt: Bs.S) sollte den alten „Bolívar fuerte“ im Verhältnis 1 zu 1000 ersetzen. Hierzu sollten auch neue Scheine zu 2, 5, 10, 20, 50, 100, 200 und 500 Bs.S sowie Münzen zu 50 céntimos und 1 Bs.S ausgegeben werden. Die größte zur Ausgabe vorgesehene Banknote (500 Bs.S) hatte am 6. Juli 2018 (einen Monat vor der geplanten Einführung) bereits nur noch eine Kaufkraft von etwa 0,12 Euro. Am 25. Juli 2018 kündigte Präsident Maduro eine erneute Verschiebung des Währungsschnitts an. Nunmehr sollte die Einführung des Bolívar soberano am 20. August 2018 starten und es sollen fünf (statt wie früher vorgesehen drei) Nullen gestrichen werden. Hierzu sollten dieselben Banknoten eingeführt werden, die ursprünglich für den Währungsschnitt 1:1000 vorgesehen waren. Die größte zur Einführung vorgesehene Banknote von 500 Bs.S hätte somit eine Kaufkraft von knapp über 10 Euro (Stand Ende Juli 2018) bzw. knapp 5 Euro (Stand Ende August 2018).
Am 20. August 2018 wurde der Währungsschnitt 1:100.000 mit dem Übergang zum Bolívar soberano durchgeführt. Die NZZ bezeichnete nach einer Woche die Währungsreform als „gescheitert“, nachdem der Wert des neuen Bolivar soberano auf dem Schwarzmarkt innerhalb einer Woche vierzig Prozent gegenüber dem Dollar verloren hatte. Erst nach stundenlangem Anstehen hatte ein Journalist den Höchstbetrag von zwei Fünf-Bolivares-Noten abheben können. Banknoten und Geldpapier wurden zu den wichtigsten Importgütern Venezuelas.
Im September 2018 lag der offizielle Wechselkurs des Bolívar soberano zum Dollar bei 60:1, Ende Januar 2019 bei 3300:1 und bis zum ersten Mai 2019 lag er bei 5200:1., am 7. Juli 2021 bei 3.258.010:1.

### Bolívar digital (seit 1. Oktober 2021)
Im August 2021 wurde die Einführung des Bolívar digital zum 1. Oktober 2021 angekündigt. Gegenüber dem Bolívar soberano wurden 6 Nullen gestrichen.
Es wurden Banknoten zu 5, 10, 20, 50 und 100 Bolívar und Münzen zu 1 Bolívar neu angekündigt.
Die 2019 und 2021 eingeführten Banknoten zu 10.000, 20.000, 50.000, 200 Mil, 500 Mil und 1 Millón sind weiterhin gültig mit den Werten 0,01, 0,02, 0,05, 0,2, 0,5 und 1 Bs.D.

## Münzen und Banknoten

### Bolívar (1879–2007)

#### Münzen
| Nennwert      | Material                               | Durchmesser | Design Vorderseite                                                                         | Design Rückseite                                                                         | Bild |
| ------------- | -------------------------------------- | ----------- | ------------------------------------------------------------------------------------------ | ---------------------------------------------------------------------------------------- | ---- |
| 05 Céntimos   | Stahl, mit Kupfer/Nickel ummantelt     | 18 mm       | Nennwert, Blumenkranzmotiv, perlenschnurartige Randverzierung                              | Staatswappen, Ausgabeland, perlenschnurartige Randverzierung                             |      |
| 10 Céntimos   | Kupfer/Nickel                          | 21 mm       | Nennwert, Blumenkranzmotiv, perlenschnurartige Randverzierung                              | Staatswappen, Ausgabeland, perlenschnurartige Randverzierung                             |      |
| 12,5 Céntimos | Kupfer/Nickel                          | 23 mm       | Nennwert, Blumenkranzmotiv, perlenschnurartige Randverzierung                              | Staatswappen, Ausgabeland, perlenschnurartige Randverzierung                             |      |
| 25 Céntimos   | Nickel                                 | 15 mm       | Porträt Simon Bolivars, Aufschrift „Bolivar Libertador“, perlenschnurartige Randverzierung | Nennwert, Staatswappen, Ausgabeland, perlenschnurartige Randverzierung                   |      |
| 50 Céntimos   | Silber (1954–1964), Nickel (1965–1990) | 15 mm       | Porträt Simon Bolivars, Aufschrift „Bolivar Libertador“, perlenschnurartige Randverzierung | Nennwert, Staatswappen, Ausgabeland, perlenschnurartige Randverzierung                   |      |
| 1 Bolívar     | Nickel, Nickel/Stahl                   | 23 mm       | Porträt Simon Bolivars, Aufschrift „Bolivar Libertador“, perlenschnurartige Randverzierung | Nennwert, Staatswappen, Ausgabeland, perlenschnurartige Randverzierung                   |      |
| 5 Bolívar     | Nickel                                 | 37 mm       | Porträt Simon Bolivars, Aufschrift „Bolivar Libertador“, perlenschnurartige Randverzierung | Nennwert, Staatswappen, Ausgabeland, Blumenkranzmotiv, perlenschnurartige Randverzierung |      |
| 10 Bolívar    | Aluminium                              | 17 mm       | Porträt Simon Bolivars, Aufschrift „Bolivar Libertador“, hexagonale Umrandung              | Nennwert, Staatswappen, Ausgabeland, perlenschnurartige Randverzierung                   |      |
| 20 Bolívar    | Aluminium                              | 20 mm       | Porträt Simon Bolivars, Aufschrift „Bolivar Libertador“, hexagonale Umrandung              | Nennwert, Staatswappen, Ausgabeland, perlenschnurartige Randverzierung                   |      |
| 50 Bolívar    | Nickel                                 | 23 mm       | Porträt Simon Bolivars, Aufschrift „Bolivar Libertador“, hexagonale Umrandung              | Nennwert, Staatswappen, Ausgabeland, perlenschnurartige Randverzierung                   |      |
| 100 Bolívar   | Nickel/Stahl                           | 25 mm       | Porträt Simon Bolivars, Aufschrift „Bolivar Libertador“, hexagonale Umrandung              | Nennwert, Staatswappen, Ausgabeland, perlenschnurartige Randverzierung                   |      |
| 500 Bolívar   | Nickel/Stahl                           | 28,5 mm     | Porträt Simon Bolivars, Aufschrift „Bolivar Libertador“, hexagonale Umrandung              | Nennwert, Staatswappen, Ausgabeland, perlenschnurartige Randverzierung                   |      |
| 1000 Bolívar  | Kern: Nickel, Randstreifen: Messing    | 24 mm       | Porträt Simon Bolivars, Aufschrift „Bolivar Libertador“, hexagonale Umrandung              | Nennwert, Staatswappen, Ausgabeland, perlenschnurartige Randverzierung                   |      |

### Bolívar fuerte (2008 bis 19. August 2018)

#### Münzen
Nach Jahren der starken Inflation waren die Münzen des Bolívar fuerte wertlos geworden und spielten im Geldverkehr keine Rolle mehr. Hier die Münzen des Bolívar fuerte:
| Nennwert     | Material                   | Rand  | Design Vorderseite                                                                                               | Design Rückseite | Spitzname | Bild Vorderseite | Bild Rückseite |
| ------------ | -------------------------- | ----- | --- | --- | --------- | ---------------- | -------------- |
| 01 Céntimo   | Kupfer                     | glatt | Nennwert der Münze, die acht Sterne und einige Wellen, welche die Streifen auf der Nationalflagge repräsentieren | Staatswappen und Ausgabeland | Céntavo   |                  |                |
| 05 Céntimos  | Kupfer                     | glatt | Nennwert der Münze, die acht Sterne und einige Wellen, welche die Streifen auf der Nationalflagge repräsentieren | Staatswappen und Ausgabeland | Puya      |                  |                |
| 10 Céntimos  | Nickel                     | glatt | Nennwert der Münze, die acht Sterne und einige Wellen, welche die Streifen auf der Nationalflagge repräsentieren | Staatswappen und Ausgabeland | Mocha     |                  |                |
| 12½ Céntimos | Nickel                     | glatt | Nennwert der Münze, die acht Sterne der Nationalflagge und zwei Palmen                                           | Staatswappen und Ausgabeland | Locha     |                  |                |
| 25 Céntimos  | Nickel                     | glatt | Nennwert der Münze, die acht Sterne und einige Wellen, welche die Streifen auf der Nationalflagge repräsentieren | Staatswappen und Ausgabeland | Medio     |                  |                |
| 50 Céntimos  | Nickel                     | glatt | Nennwert der Münze, die acht Sterne und einige Wellen, welche die Streifen auf der Nationalflagge repräsentieren | Staatswappen und Ausgabeland | Real      |                  |                |
| 01 Bolívar   | Ring: Messing Kern: Nickel | glatt | Porträt Simon Bolívars                                                                                           | Nennwert der Münze, die acht Sterne, das Staatswappen und einige Wellen, welche die Streifen auf der Nationalflagge repräsentieren | Bolívar   |                  |                |

#### Banknoten
Bei den Banknoten des Bolívar fuerte sind die Motive auf der Vorderseite vertikal, auf der Rückseite horizontal gestaltet.

##### Serie von 2008
Die folgenden Geldscheine des Bolívar fuerte sind alle ab 1. Januar 2008 in Umlauf gekommen:
| Nennwert | Abbild                     | Farbe           | Bild Vorderseite | Bild Rückseite |
| -------- | -------------------------- | --------------- | ---------------- | -------------- |
| 002 BsF  | Francisco de Miranda       | Blau            |                  |                |
| 005 BsF  | Pedro Camejo               | Orange          |                  |                |
| 010 BsF  | Cacique Guaicaipuro        | Orange und Blau |                  |                |
| 020 BsF  | Luisa Cáceres de Arismendi | Rosa            |                  |                |
| 050 BsF  | Simón Rodríguez            | Grün            |                  |                |
| 100 BsF  | Simón Bolívar              | Braun und Gelb  |                  |                |

Zuletzt waren nur noch die 100er-Noten dieser Serie im Umlauf. Danach erfolgte die Einführung von 500er-Noten und kurze Zeit später die übrigen Banknoten einer neuen Serie.

##### Serie von 2016
Die folgenden Geldscheine des Bolívar fuerte waren im 1. Halbjahr 2017 in Umlauf gekommen:
| Nennwert   | Abbild                     | Farbe             | Bild Vorderseite | Bild Rückseite |
| ---------- | -------------------------- | ----------------- | ---------------- | -------------- |
| 00500 BsF  | Francisco de Miranda       | Grau und Hellblau |                  |                |
| 01000 BsF  | Pedro Camejo               | Violett           |                  |                |
| 02000 BsF  | Cacique Guaicaipuro        | Orange und Gelb   |                  |                |
| 05000 BsF  | Luisa Cáceres de Arismendi | Grün              |                  |                |
| 10.000 BsF | Simón Rodríguez            | Blau und Gelb     |                  |                |
| 20.000 BsF | Simón Bolívar              | Rot und Gelb      |                  |                |

##### Banknote von 2017
Am 1. November 2017 gab Präsident Nicolás Maduro die Einführung einer 100.000-BsF-Banknote zum 2. November 2017 bekannt. Das Design dieser Banknote war mit der alten 100 BsF-Note fast identisch, lediglich die Farbgebung ist etwas heller gelblich gestaltet. Sogar der Nennwert der Banknote ist mit der Zahl „100“ dargestellt und nicht, wie man erwarten könnte, mit „100.000“. Problematisch ist dies insbesondere für ausländische Touristen, die aufgrund der kaum unterscheidbaren Banknoten beim Geldwechseln oder Bezahlen mühelos Opfer von Betrug werden können.
| Nennwert    | Abbild        | Farbe         | Bild Vorderseite | Bild Rückseite |
| ----------- | ------------- | ------------- | ---------------- | -------------- |
| 100.000 BsF | Simón Bolívar | Gelb und grün |                  |                |

### Bolívar soberano (seit 20. August 2018)

#### Münzen
Mit der Einführung des Bolívar soberano gibt es nur noch zwei Münzen im Wert von 50 Céntimos und 1 Bolívar.
| Nennwert    | Material                          | Rand | Design Vorderseite                                            | Design Rückseite | Bild Vorderseite | Bild Rückseite |
| ----------- | --------------------------------- | ---- | ------------------------------------------------------------- | --- | ---------------- | -------------- |
| 50 Céntimos | Stahl vernickelt                  |      | Porträt von Simón Bolívar, die acht Sterne der Nationalflagge | Nennwert der Münze, Staatswappen, Ausgabeland und einige Wellen, welche die Streifen auf der Nationalflagge repräsentieren |                  |                |
| 01 Bolívar  | Ring: Messing Kern: Kupfer-Nickel |      | Porträt von Simón Bolívar, die acht Sterne der Nationalflagge | Nennwert der Münze, Staatswappen, Ausgabeland und einige Wellen, welche die Streifen auf der Nationalflagge repräsentieren |                  |                |

#### Banknoten

##### Banknoten von 2018
Mit der Einführung des Bolívar soberano am 20. August 2018 wurde eine Serie von acht neuen Banknoten herausgegeben. Die Gestaltung dieser Serie ähnelt stark derjenigen der Serie des Bolívar fuerte, jedoch werden andere Farben, Porträts und Motive verwendet. Da die Währung auch nach dem am 20. August 2018 erfolgten Währungsschnitt schlicht mit Bolívares angegeben ist, besteht speziell für ausländische Touristen die Gefahr, als Wechsel- oder Rückgeld die wertlosen Banknoten des Bolívar Fuerte zu erhalten und so betrogen zu werden.
| Nennwert | Abbild                | Farbe                             | Bild |
| -------- | --------------------- | --------------------------------- | ---- |
| 2 BsS    | Josefa Camejo         | Türkis, olivgrün und braun        |      |
| 5 BsS    | José Félix Ribas      | Blau, violett und orange          |      |
| 10 BsS   | Rafael Urdaneta       | Orange, braun und rot             |      |
| 20 BsS   | Simón Rodríguez       | Hellblau, blauviolett und braun   |      |
| 50 BsS   | Antonio José de Sucre | Orange, braun und violett         |      |
| 100 BsS  | Ezequiel Zamora       | Orange, violett und grün          |      |
| 200 BsS  | Francisco de Miranda  | Hellblau, braun und violett       |      |
| 500 BsS  | Simón Bolívar         | Orange, dunkelbraun und hellbraun |      |

2019 wurde die Banknotenserie um neue Werte zu 10.000, 20.000 und 50.000 Bolívar erweitert. Am 8. März 2021 wurden außerdem Banknoten im Wert von 200.000, 500.000 und 1.000.000 Bolivar in Umlauf gebracht. Alle diese Banknoten von 2019 und 2021 haben auf der Vorderseite dasselbe Porträt von Simón Bolívar wie die 500 Bs.S-Note, allerdings in jeweils anderen Farben.

### Bolívar digital

#### Münzen
Zum 1. Oktober 2021 wurde eine neue 1 Bs.D-Münze herausgegeben.

#### Banknoten
Die zum 1. Oktober 2021 eingeführten Banknoten in den Wertstufen 5, 10, 20, 50 und 100 Bs.D haben jeweils wieder das Porträt von Simón Bolívar auf der Vorderseite, welches auch auf den 500- bis 1.000.000-Bs.S-Banknoten abgebildet ist.

## Problematik der Wechselkursunterschiede
Da die Preise der Waren und Dienstleistungen auf dem Niveau des Schwarzmarktkurses liegen, ausländischen Besuchern und Touristen auf legalem Weg jedoch nur offizielle Wechselkurse zur Verfügung stehen, ist das Abheben von Bargeld sowie Bezahlen mit Kreditkarten mit hohen finanziellen Verlusten verbunden. Beim Einsatz von Kreditkarten ist nicht erkennbar, zu welchem offiziellen Wechselkurs das Kartenunternehmen umrechnet. Unter Umständen steht noch nicht einmal der etwas günstigere DICOM-Kurs zur Verfügung, bei dem gegenüber dem Schwarzmarktkurs bereits ein erheblicher Wechselkursverlust von ca. 90 % zu beklagen ist. Um den DICOM-Kurs anbieten zu können, müssen Banken und Kartenunternehmen an einer der kompliziert zu beantragenden und in einem intransparenten Verfahren durchgeführten Vergabe, die offiziell Versteigerung genannt wird, teilnehmen. Bei diesen wenigen bisher durchgeführten Vergabeterminen wurde nur ein kleiner Teil der Angebote und Nachfragen bedient. In den übrigen Fällen müssen die Kreditkartenunternehmen mit dem offiziellen Wechselkurs von 1 USD zu 10 VEF abrechnen. Der Wechselkursverlust beträgt in diesem Fall 99,995 %, es wird also der 20.000-fache Preis abgerechnet. Das Bezahlen einer Tasse Kaffee kann damit finanziell ruinös werden. Regierung und Staatsbank, die an chronischer Devisenknappheit leiden, nutzen diese fragwürdige Methode, um auf kostengünstige Weise an Devisen zu kommen.

## Bargeldknappheit
Aufgrund der starken Inflation und der ideologisch begründeten Weigerung der venezolanischen Regierung, diesen Sachverhalt einzugestehen und größere Geldscheine auszugeben, kam es zu einer extremen Knappheit an Bargeld. Der zeitweise größte im Umlauf befindliche Geldschein (100.000 BsF) hatte gerade einmal eine Kaufkraft von 2 Eurocent. Aus diesem Grund ergab sich die Notwendigkeit, so gut wie alle Bezahlungen mit Bankkarten oder Überweisungen durchzuführen. Da aber unter anderem in ländlichen Gegenden nicht die Infrastruktur für elektronische Zahlungen vorhanden ist, ergab sich die Notwendigkeit, hierfür Bargeld zu bevorraten. Daraus entwickelte sich ein Schwarzmarkt für Geldscheine. Aufgrund der extremen Schwierigkeit und Gefahr, Unmengen (aufgrund des geringen Werts) an Geldscheinen zu beschaffen, wird dem Geldscheinverkäufer der bis zu fünffache Gegenwert als Überweisung bezahlt. Die venezolanischen Behörden betrachten diese Praktiken als illegal und haben hierzu die Operation „manos de papel“ (Papierhände) ins Leben gerufen. Wer sich mit einer großen Menge an Geldscheinen erwischen lässt, macht sich strafbar. Das Geld wird in diesem Fall eingezogen und den „Straftätern“ drohen lange Haftstrafen. Es wurde von der Verhaftung zweier Personen berichtet, die zusammen die Geldsumme von 100 Millionen Bolívares bar bei sich hatten. Die Geldsumme hatte eine Kaufkraft im Gegenwert von knapp 25 Euro.
Anstelle des Bolivars waren Produzenten ohne elektronische Überweisungsmöglichkeiten im Jahr 2019 mehr denn je auf Tauschhandel angewiesen, was in ländlichen Gegenden in Zeiten der Hyperinflation ein Normalfall wurde.
Aus dem Alltagsleben war der Bolivar schon im Jahr 2018, außer für Käufe bei Staatsfirmen wie dem Benzin-, Strom- oder Gaseinkauf, verschwunden. Die Lebensgrundlage vieler Venezolaner waren die Rimessen von im Ausland lebenden Venezolanern. Durch das Verbot von frei konvertierbaren Währungen durch den Chavismus kam es dabei zu einer größeren Verbreitung von Kryptowährungen, im Speziellen Bitcoin.